# Ал Кутлис
Ал Кутлис (фр. Al Coutelis, право име Александер Кутлис /фр. Alexandre Coutelis/, рођен 8. фебруара 1949. у Паризу, Француска) је француски стрип-цртач и илустратор.
Почео је раних 70-их година 20. века као илустратор актуелних догађаја у дневним новинама као што су Либерасион, Ле Монд, Л'Иманите, Л'Екип, Ле Паризјен, Ле нувел обсерватер ...), а 1972. добио је и Гран при за новинску илустрацију.
У стрип-часопису Пилот сарађивао је са сценаристима Жаком Лобом, Марселом Готлибом, Алексисом, Жаном Солеом, Франсисом Ламбером, Жан-Мишелом Шарлијеом и Дидјеом Троншеом, а сем Пилота, сарађивао је и у стрип-часописима Л'еко де саван, Флид гласјал, Скоп и Пиф гаже.

## Најзначајнији стрипови
- A.D Grand-Rivière (сценариста: Боле, 4 епизоде)
- Le Grec (и сценарио, 2 епизоде до сада)